# Danylo Sikane
 (juin 2019).
Danylo Iaroslavovytch Sikane (en ukrainien : Данило Ярославович Сікан), né le 16 avril 2001 à Jytomyr en Ukraine, est un footballeur international ukrainien évoluant au poste d'avant-centre au Trabzonspor.

## Biographie

### En club
Danylo Sikane est formé au Karpaty Lviv, où il débute en professionnel. Le 12 août 2018, il joue son premier match en pro en entrant en jeu lors de la défaite de son équipe face au Zorya Louhansk (0-1). 
Le 21 janvier 2019, il rejoint le Chakhtar Donetsk, mais le club le prête dans la foulée au FK Marioupol, pour une durée d'un an et demi.
Le 31 janvier 2022, il est prêté jusqu'à la fin de la saison au club allemand du FC Hansa Rostock.

### En sélection
Danylo Sikane inscrit sept buts avec les moins de 19 ans. Le 19 novembre 2019, il se met en évidence en étant l'auteur d'un doublé face à la Suède. Ce match gagné 1-2 rentre dans le cadre des éliminatoires du championnat d'Europe 2020.
Il participe la même année avec les moins de 20 ans, à la Coupe du monde 2019 des moins de 20 ans qui se déroule en Pologne. Lors de cette compétition, il joue six matchs et marque quatre buts. Il inscrit un but en phase de groupe face au Nigeria, puis un doublé en huitièmes face au Panama. En quart de finale, il se met de nouveau en évidence avec un but contre la Colombie. Il participe au sacre de son équipe dans cette compétition, en entrant en jeu lors de la finale, le 15 juin 2019, face à la Corée du Sud, finale que son équipe remporte par trois buts à un.
Le 6 septembre 2019, il reçoit sa première sélection avec les espoirs, lors d'une rencontre face à la Finlande. Ce match perdu 0-2 rentre dans le cadre des éliminatoires de l'Euro espoirs 2021. Un an plus tard, en septembre 2020, il inscrit ses deux premiers buts avec les espoirs, contre le Danemark et la Finlande, lors des éliminatoires de l'Euro.
Danylo Sikane honore sa première sélection avec l'équipe nationale d'Ukraine face au Kazakhstan le 1er septembre 2021. Entré en jeu à la place d'Eduard Sobol, il marque également son premier but en sélection ce jour-là, mais les deux équipes se neutralisent (2-2 score final),.

## Statistiques
| Saison                | Club                  | Championnat           | Championnat | Championnat | Coupe(s) nationale(s) | Coupe(s) nationale(s) | Compétition(s) continentale(s) | Compétition(s) continentale(s) | Compétition(s) continentale(s) | Total | Total |
| Saison                | Club                  | Division              | M.          | B.          | M.                    | B.                    | Comp.                          | M.                             | B.                             | M.    | B.    |
| 2018-2019             | Karpaty Lviv          | D1                    | 1           | 0           | -                     | -                     | -                              | -                              | -                              | 1     | 0     |
| 2018-2019             | FK Marioupol (prêt)   | D1                    | 6           | 0           | -                     | -                     | -                              | -                              | -                              | 6     | 0     |
| 2019-2020             | Chakhtar Donetsk      | D1                    | 7           | 0           | -                     | -                     | C1                             | 1                              | 0                              | 8     | 0     |
| 2021-2022             | Chakhtar Donetsk      | D1                    | 11          | 2           | -                     | -                     | C1                             | 2                              | 0                              | 13    | 2     |
| 2020-2021             | FK Marioupol (prêt)   | D1                    | 14          | 4           | 3                     | 0                     | -                              | -                              | -                              | 17    | 4     |
| 2021-2022             | Hansa Rostock (prêt)  | 2. Bundesliga         | 11          | 1           | -                     | -                     | -                              | -                              | -                              | 11    | 1     |
| Total sur la carrière | Total sur la carrière | Total sur la carrière | 50          | 7           | 3                     | 0                     | -                              | 3                              | 0                              | 56    | 7     |

## Palmarès

### En sélection
Ukraine -20 ans
- Vainqueur de la Coupe du monde des moins de 20 ans en 2019.